# مبرهنة الألوان الأربعة

مبرهنة الألوان الأربعة

مبرهنة الألوان الأربعة (بالإنجليزية: Four color theorem)‏ تنص على أنه يمكن لأي مستوى مقسّم إلى عدّة مناطق أن يلّون فقط بأربعة ألوان على أكثر تقدير، بحيث لا تلون منطقتان متجاورتان (لهما نفس الحدود) بنفس اللون، إلا في حالة تشاركهما في نقطة واحدة.

## برهان منطقي
- الفكرة العامة هي أن أي منطقة إذا كانت محاطة بعدد زوجي من المناطق فإننا نحتاج فقط لـ 3 ألوان لتلوين المنطقة والمناطق المحيطة بها مباشرة - لون 1 للمنطقة نفسها - لون 2 لأول منطقة من المناطق المحيطة بها ثم لون 3 للمنطقة التالية من المناطق المحيطة وهكذا بالتبادل 2 ثم 3 وتنتهي آخر منطقة باللون 3 دون وجود منطقتين متجاورتين لهما نفس اللون.
- أما إذا كانت المنطقة محاطة بعدد فردي من المناطق فنحتاج لأربعة ألوان فقط واللون الرابع لتلوين المنطقة الأخيرة والتي ترتيبها فردي حيث تليها المنطقة الأولى والتي ترتيبها فردي أيضا ومن ثم فإن أقصي عدد من الألوان المختلفة والتي تلزم لتلوين خريطة تضم عددا من المناطق هو أربعة ألوان فقط.

## البرهنة
من الممكن, ربط مشكل الألوان الأربعة, بمشكلة تلوين المخطط

نربط كل رسم, بمخطط عادي كل رأس يمثل منطقة, ويتم ربط الرؤوس التي تمثل مناطق لها نفس الحدود. 

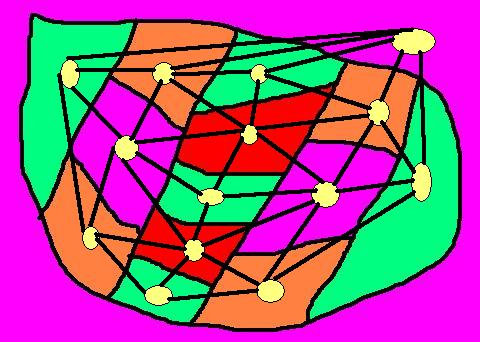
مخطط مرتبط بالخريطة

هذا يعني أن تلوين الخريطة مرتبط بتلوين المخطط المستوي المرتبط بالخريطة. وهكذا تكون خوارزمية التلوين كما يلي:

### خوارزمية التلوين
ملاحظة: نستعمل الأرقام 1، 2، 3 و 4 للتعبير عن الألوان الأربعة.
1. رسم المخطط المستوي المرتبط بالخريطة.
2. نأخد مثلثا ونلون رؤوسه بالألوان 1، 2 و 3.
3. انطلاقا من هذا المثلث نحاول تلوين القمم باستعمال الألوان الثلاث الأولى.(سيكون التلوين في هذه الحالة إجباريا).
4. نأخد مثلثا آخر غير ملون ونعيد المرحلتين رقم 2 و 3.
5. نستعمل اللون الرابع فقط في الحالة التي تكون فيها قمة ما مرتبطة في آن واحد بثلاثة قمم ذات 3 ألوان مختلفة.
6. نعود للخريطة ونلونها حسب الألوان المحصل عليها.